# Landschaftsschutzgebiet Östliche Ortsrandlage von Niederröhre
Das Landschaftsschutzgebiet Östliche Ortsrandlage von Niederröhre mit 2,1 ha Flächengröße liegt im Stadtgebiet von Sundern im Hochsauerlandkreis. Es wurde 1993 mit dem Landschaftsplan Sundern durch den Kreistag des Hochsauerlandkreises erstmals als Landschaftsschutzgebiet (LSG) mit einer Flächengröße von 2,18 ha ausgewiesen. Bei der Neuaufstellung des Landschaftsplanes Sundern wurde es als Landschaftsschutzgebiet vom Typ B – Ortsrandlagen, Landschaftscharakter erneut ausgewiesen und deutlich vergrößert.

## Beschreibung
Das LSG liegt im Bereich Niederröhre am Siedlungsrand von Sundern. Es gehört zum Naturpark Sauerland-Rothaargebirge und umfasst Offenland.

## Schutzzweck
Die Ausweisung erfolgte u. a. zur Sicherung der Vielfalt und Eigenart der Landschaft im Nahbereich der Ortslage sowie in alten landwirtschaftlichen Vorranggebieten insbesondere durch deren Offenhaltung; Erhaltung der Leistungsfähigkeit des Naturhaushalts hinsichtlich seines Artenspektrums und der Nutzungsfähigkeit der Naturgüter.

## Rechtliche Vorschriften
Wie in den anderen Landschaftsschutzgebieten vom Typ B im Stadtgebiet besteht im LSG ein Verbot, Bauwerke zu errichten. Vom Verbot ausgenommen sind Bauvorhaben für Gartenbaubetriebe, Land- und Forstwirtschaft. Die Untere Naturschutzbehörde kann Ausnahme-Genehmigungen für Bauten aller Art erteilen. Wie in den anderen Landschaftsschutzgebieten vom Typ B in Sundern besteht im LSG ein Verbot der Erstaufforstung und Weihnachtsbaum-, Schmuckreisig- und Baumschul-Kulturen anzulegen.
Wie für alle Landschaftsschutzgebiete vom Typ B im Landschaftsplangebiet wurde das Gebot erlassen das Gebiet durch landwirtschaftlichen Nutzung oder durch geeignete Pflegemaßnahmen von Bewaldung freizuhalten.